# Stanislav Petr
Stanislav Petr (ur. 15 września 1944 w Kolínie) – reprezentujący Czechosłowację czeski lekkoatleta, długodystansowiec.
Podczas mistrzostw Europy w Atenach (1969) był 12. w biegu na 5000 metrów oraz 21. w maratonie. Trzykrotnie (1968, 1969 i 1973) był mistrzem Czechosłowacji na 5000 metrów, a w 1976 w biegu przełajowym.
10 sierpnia 1969 w Krakowie ustanowił rekord kraju w biegu na 5000 metrów, poprawiając czasem 13:48,8 o 3,4 sekundy rezultat Miroslava Jurka (1958) i Josefa Tomáša (1964), wynik Petra poprawił (o 6,8 sekudny) w październiku 1969 Stanislav Hoffman.